# Вилар-де-Моруш
Вилар-де-Моруш (порт. Vilar de Mouros)  —  населённый пункт и район в Португалии,  входит в округ Виана-ду-Каштелу. Является составной частью муниципалитета  Каминья. По старому административному делению входил в провинцию Минью. Входит в экономико-статистический  субрегион Минью-Лима, который входит в Северный регион. Население составляет 819 человек на 2001 год. Занимает площадь 9,00 км².